# Beschränkte persönliche Dienstbarkeit
Die beschränkte persönliche Dienstbarkeit ist im Grundbuchrecht eine Dienstbarkeit mit der Befugnis für ein bestimmtes Rechtssubjekt, ein hiermit belastetes Grundstück oder grundstücksgleiches Recht in einzelnen Beziehungen nutzen zu dürfen.

## Allgemeines
Zu den Rechtssubjekten gehören natürliche Personen, Personenvereinigungen oder juristische Personen. Die beschränkte persönliche Dienstbarkeit ist eine Art der Dienstbarkeit, zu der noch der Nießbrauch und die Grunddienstbarkeit zählen. Sie unterscheidet sich vom Nießbrauch als dem umfassenden Nutzungsrecht durch ihre Beschränkung auf einzelne Aspekte der Grundstücksnutzung (daher der Name beschränkte persönliche Dienstbarkeit), hat aber mit ihm gemein, dass sie unveräußerlich und unvererblich ist. Zudem ist der Nießbrauch an allen Sachen und Rechten möglich, während die beschränkte persönliche Dienstbarkeit nur an Grundstücken und grundstücksgleichen Rechten bestellt werden kann. Von der Grunddienstbarkeit unterscheidet sich die beschränkte persönliche Dienstbarkeit dadurch, dass letztere einem bestimmten Rechtssubjekt und nicht einem Grundstückseigentümer eines anderen Grundstücks zusteht (daher der Name beschränkte persönliche Dienstbarkeit). Der Begünstigte einer beschränkten persönlichen Dienstbarkeit muss also nicht Grundstückseigentümer sein.

## Rechtsfragen
Die beschränkte persönliche Dienstbarkeit ist im Sachenrecht (§§ 1090 – 1093 BGB) geregelt. Danach kann ein (dienendes) Grundstück in der Weise belastet werden, dass derjenige, zu dessen Gunsten die Belastung erfolgt, berechtigt ist, das Grundstück in einzelnen Beziehungen zu benutzen (§ 1090 Abs. 1 BGB). Mit „einzelnen Beziehungen“ meint das Gesetz insbesondere das Wegerecht, Leitungsrecht und auch das Wohnungsrecht (§ 1093 Abs. 1 BGB). Auch die Seilbahn und die Skiabfahrt sind eine beschränkte persönliche Dienstbarkeit. Außerdem kann die beschränkte persönliche Dienstbarkeit dem Grundstückseigentümer bestimmte Handlungen verbieten (etwa als Baulast eine Baubeschränkung nach Art und Ausmaß absichern) oder ihm einzelne Abwehrrechte entziehen (etwa die Duldung an sich übermäßiger Immissionen). Zudem sind wettbewerbsbeschränkende Inhalte möglich (etwa Bindungen des Grundstückseigentümers an Lieferanten von Benzin oder Getränken absichern).
Beschränkte persönliche Dienstbarkeiten dürfen nach § 1092 Abs. 3 BGB ausnahmsweise übertragen werden, wenn sie im Rahmen des Leitungsrechts für Anlagen zur Fortleitung von Elektrizität, Gas, Fernwärme, Wasser, Abwasser, Öl oder Rohstoffen einschließlich aller dazugehörigen Anlagen, die der Fortleitung unmittelbar dienen, für Telekommunikationsanlagen, für Anlagen zum Transport von Produkten zwischen Betriebsstätten eines oder mehrerer privater oder öffentlicher Unternehmen oder für Straßenbahn- oder Eisenbahnanlagen zu Gunsten einer juristischen Person oder einer rechtsfähigen Personengesellschaft eingetragen sind.
Die beschränkte persönliche Dienstbarkeit entsteht materiell-rechtlich durch dingliche Einigung zwischen dem Begünstigten und dem betroffenen Grundstückseigentümer und Eintragung im Grundbuch (§ 873 Abs. 1 BGB). Zudem ist formell-rechtlich der Antrag von einem der Beteiligten (§ 13 GBO) und die Bewilligung des betroffenen Grundstückseigentümers (§ 19 GBO) erforderlich. Sie erlischt durch die vom Begünstigten zu erteilende Löschungsbewilligung.     

## International
In der Schweiz heißt sie Personaldienstbarkeit, zu der die Nutzniessung (Art. 745 ff. ZGB) und das Wohnrecht (Art. 777 Abs. 2 ZGB) gehören. Beide sind reguläre Personaldienstbarkeiten, während zu den irregulären Personaldienstbarkeiten das Baurecht (Überbaurecht, Leitungsbaurecht und die Baurechtsdienstbarkeit) zu rechnen sind. Seilbahnen stellen ein Leitungsbaurecht dar.
In Österreich kennt das ABGB drei Arten von Personaldienstbarkeiten, und zwar das Fruchtgenussrecht (Fruchtnießung, Nießbrauch), das Gebrauchsrecht und das Wohnrecht (§ 478 ABGB). Mit diesen Rechten soll einer bestimmten Person ein Vorteil verschafft werden. Das Recht endet daher mit dem Tod dieser Person (des/der Berechtigten), sofern die  Erstreckung auf Erben nicht ausdrücklich bedungen wurde (§ 529 ABGB). Unregelmäßige Dienstbarkeiten sind solche, die sich zwar auf Grundstücke beziehen (Realservituten), aber nur eine konkrete Person berechtigen (§ 479 ABGB). Hierzu gehören beispielsweise Wasserschöpfrechte oder Wegerechte und die Skiabfahrt.